# M14/41
L'M14/41 è stato un carro armato medio in dotazione al Regio Esercito dal 1941 al 1943, evoluzione del precedente M13/40: dal progenitore riprendeva l'architettura generale, l'armamento centrato sul pezzo 47/32 Mod. 1935, il sistema di sospensioni, introducendo però un migliore apparato motore e ponendo rimedio a piccoli difetti del progetto originale. L'M14/41 combatté principalmente sul fronte nordafricano e si rivelò un mezzo sì riuscito, ma entrato in linea con troppo ritardo. Ne furono concepite anche versioni specializzate, come carri centro radio, e sul suo scafo fu basata la seconda serie dei semoventi con pezzi da 75 mm corti. Alcuni esemplari furono catturati e reimpiegati dall'esercito tedesco dopo l'armistizio di Cassibile dell'8 settembre 1943.

## Storia

### Sviluppo
Il carro M14/41 rappresenta l'evoluzione del M13/40. È nato nel 1941 per correggere le lacune del predecessore soprattutto nel settore del propulsore. Fu prodotto in 695 esemplari (ai quali si aggiungono 34 Centro Radio). Oltre alle varie versioni speciali, dal suo scafo sono stati derivati i semoventi da 75/18.

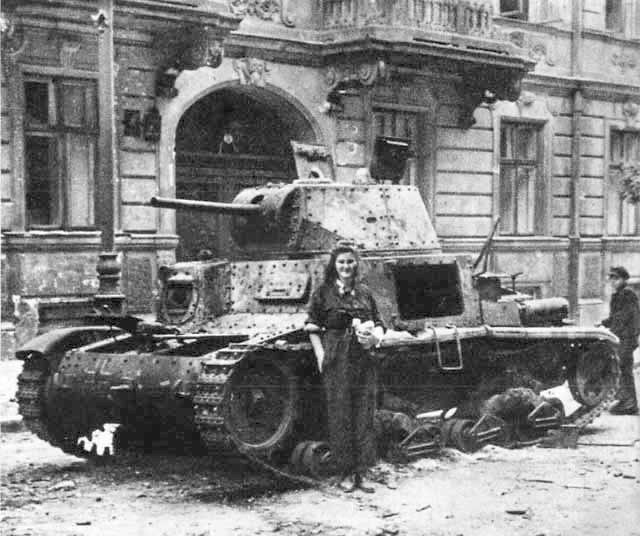
Partigiana polacca in posa davanti un carro armato M14/41 in forza all'Heer distrutto durante l'insurrezione di Varsavia

Il primo reparto a ricevere il carro fu il X Battaglione della 133ª Divisione corazzata "Littorio", poi passato al Reggimento fanteria carrista Divisione Ariete, seguito dal IV, al XII ed al LI Battaglione del 133º Reggimento Fanteria Carrista sempre della Littorio. Fu assegnato inoltre al XIV ed al XVII Battaglione del 31º Reggimento Fanteria Carrista della Centauro; al XV della 1ª Divisione fanteria "Superga". Queste unità ed i loro carri combatterono fino alla fine tutte le battaglie della guerra in Africa Settentrionale, tranne il XII Battaglione della Littorio, che fu colato a picco con i suoi M14/41 durante la traversata del Canale di Sicilia, dalle due battaglie di El Alamein, alla difesa della Linea del Mareth, dalla vittoriosa battaglia di Gebel bou Kournine contro gli inglesi del 25 aprile 1943 con il Raggruppamento "Piscitelli" fino all'ultimo scontro tra blindati della guerra in Africa, l'8 maggio 1943. In patria venne assegnato al XVIII Battaglione e al XVI Battaglione Misto, di stanza in Sardegna.
In conseguenza dell'Armistizio di Cassibile, mentre altri carri italiani e soprattutto i semoventi venivano reimpiegati dai tedeschi, l'M14/41 fu utilizzato dalla Wehrmacht in un solo esemplare, designato PzKpfw M14/41 736(i). Fu impiegato più ampiamente invece dall'Esercito Nazionale Repubblicano, soprattutto nella lotta anti-partigiana.
Il carro M14/41 sostenne l'ultimo combattimento della guerra il 26 aprile 1945, quando 2 carri e 2 semoventi L40 del Gruppo Carri "M" Leonessa, del plotone carri al comando del sottotenente Arnaldo Rinetti, tennero in scacco per 3 ore i carri americani alle porte di Piacenza.

## Tecnica
Il carro è pressoché identico al suo predecessore M13/40, sia nella meccanica che nell'armamento. Lo scafo differiva per la forma della casamatta delle mitragliatrici binate, per i copricingoli estesi per tutta la lunghezza del carro e per la presenza sul lato destro delle rastrelliere porta-tanica. Inoltre il martinetto di sollevamento era fissato posteriormente, a sinistra del ruotino di rotolamento di scorta. La ragion d'essere di questo carro rispetto al predecessore è il nuovo più potente motore diesel, un Fiat-SPA 15T a 8 cilindri a V da 11980 cm³ raffreddato ad acqua, erogante 145 hp di potenza a 1900 giri/minuto. Il nuovo motore comportò nuove griglie del radiatore, con alette orientate parallelamente all'asse maggiore del carro, una delle poche differenze esteriori tra i due carri. Venne introdotta una leva caccia-fango per la ruota motrice ed altri miglioramenti riguardarono l'impianto elettrico.
Identico anche l'armamento e la sua disposizione, con cannone 47/32 Mod. 1935 in torretta e mitragliatrice Breda Mod. 38 coassiale in torretta, un affusto binato per due altre Mod. 38 in casamatta e una quarta Breda installabile sul tetto della torretta in funzione antiaerea.

## Versioni specializzate
- M14/41 Centro Radio: oltre alla radio Magneti Marelli RF1 CA standard, era dotato di una RF2 CA. Le antenne erano montate sul lato sinistro dello scafo e, tramite una manopola, era possibile abbatterle dall'interno della camera di combattimento per permettere la rotazione della torretta su quel lato. Furono prodotti 34 esemplari di M14/41CR, che erano distribuiti in ragione di due mezzi per ogni comando di Battaglione. Dopo l'armistizio fu utilizzato dai tedeschi e ribattezzato Pz Bef Wg M41 771(i)
- Carro Comando Semoventi M41: è una variante ottenuta per eliminazione della torretta dell'M14/41; l'anello della torretta è chiuso da un portello in quattro elementi. L'armamento è costituito da una Breda Mod. 31 da 13,2 mm in casamatta su supporto sferico al posto delle mitragliatrici binate, oltre alla solita Breda Mod. 38 per il tiro contraereo installabile sul tetto dello scafo. La dotazione era completata dalle due radio RF1 CA e RF3 M2. Questo carro comando, come gli analoghi M40 ed M42 rispettivamente su scafo M13/40 e M15/42, erano assegnati ai Gruppi semoventi, in ragione di due per il reparto comando, uno ciascuno per le due batterie semoventi ed uno di riserva.[3].

## Esemplari superstiti

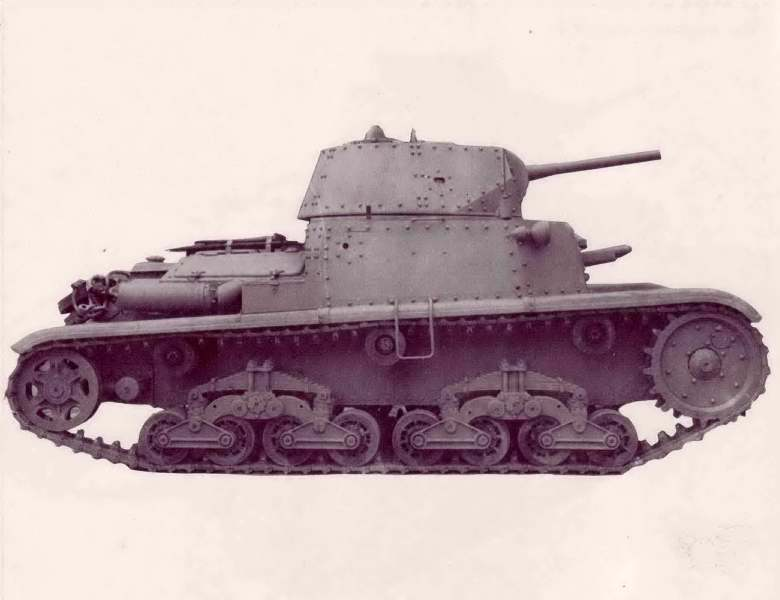
visione laterale del carro armato M14/41

Sono attualmente conservati otto esemplari del carro armato, nessuno dei quali è meccanicamente funzionante:
- M14/41 - The Tank Museum (Bovington, Gran Bretagna)
- M14/41 - Museo storico della motorizzazione militare (Roma)
- M14/41 - Caserma "Babini" - 4º Reggimento carri (Bellinzago Novarese)
- M14/41 - Sacrario dei caduti d'oltremare di Bari[5]
- M14/41 - Caserma "Zappalà" - Scuola di cavalleria dell'Esercito Italiano (Lecce)
- M14/41 - Sacrario militare italiano di El Alamein (El Alamein, Egitto)
- M14/41 - Canadian Forces Base (Wainwright, Canada)
- M14/41 - Caserma "D'Avanzo" - 11º Reggimento trasmissioni (Aurelia)